# Guillaume de Clèves
Guillaume V de Clèves, dit « Guillaume le Riche » (en allemand : Wilhelm der Reiche), né le 28 juillet 1516 à Düsseldorf et mort le 5 janvier 1592 dans la même ville, est un aristocrate allemand, converti au luthéranisme, de 1539 à 1592 duc de Clèves et comte de la Marck, duc de Juliers (Guillaume IX), de Berg (Guillaume IV) et comte de Ravensberg ; il a aussi été duc de Gueldre et comte de Zutphen de 1539 à 1543.

## Biographie
Il est le fils du duc Jean III de Clèves (1490-1539) et de Marie, duchesse de Juliers.
En 1539, à la suite de la mort du duc Charles de Gueldre, de la maison d'Egmont, en 1538, il reçoit de l'empereur Charles Quint le duché de Gueldre et le comté de Zutphen, mais les lui rend en 1543 (traité de Venlo). Gueldre et Zutphen sont ensuite incorporés aux Pays-Bas, ensemble de provinces détenues à titre héréditaire par Charles Quint, par la transaction d'Augsbourg (1548).
Guillaume de Clèves tient, en général à Düsseldorf, une cour brillante où sont invités des humanistes, comme Érasme et Jean Wier, le cartographe Gérard Mercator et le savant Pighius voire des protestants. Des fêtes fastueuses y sont données.
Son fils aîné Charles Frédéric étant mort en 1575, il laisse ses États à son second fils, faible d'esprit et rallié au catholicisme, exposé aux ambitions des Habsbourg et des Provinces-Unies.

## Mariages et descendance

### Jeanne d'Albret (1541-1546)
Le 14 juin 1541, à Châtellerault, Guillaume épouse en premières noces Jeanne d'Albret (1528-1572), fille d'Henri II de Navarre et de Marguerite d'Angoulême et nièce du roi de France François Ier, qui est présent. Jeanne est une riche héritière : non seulement du royaume de Navarre (Basse-Navarre), mais aussi des fiefs de la maison de Foix et des fiefs de la maison d'Albret.
Le contrat de mariage est signé le 16 juillet 1540 et, le lendemain, un traité d’alliance unit les intérêts du duc de Clèves et du roi de France. Les noces ne sont célébrées qu’un an plus tard, en grande pompe. 
Le mariage est annulé en 1546 à la suite des nombreuses protestations de Jeanne d'Albret, qui maintient que ce mariage lui a été imposé par la contrainte et repousse sans cesse sa consommation. Elle épouse Antoine de Bourbon, duc de Vendôme, en 1548, et lui donne comme fils Henri, roi de Navarre (Henri III) et de France (Henri IV).

### Marie d'Autriche (1546-1581)
Le 18 juillet 1546, il se remarie, à Ratisbonne, avec Marie (1531-1581), archiduchesse d'Autriche, nièce de Charles Quint, fille du futur empereur Ferdinand Ier et d'Anne Jagellon. Ils ont sept enfants :
- Marie-Éléonore (1550-1608), mariée en 1573 à Albert-Frédéric de Prusse (1553-1618), duc de Prusse ;
- Anne (1552-1632), mariée en 1574 à Philippe Louis de Wittelsbach (1547-1614), comte palatin de Neubourg ;
- Madeleine (1553-1633), mariée en 1579 à Jean Ier de Deux-Ponts (1550-1604), comte palatin de Deux-Ponts ;
- Charles Frédéric (1555-1575) ;
- Élisabeth (1556-1561) ;
- Sibylle  (1557-1627), mariée en 1601 à Charles de Burgau (1560-1618), comte de Burgau ;
- Jean-Guillaume (1562-1609), duc de Clèves, de Juliers, de Berg, qui épouse en 1585 Jacqueline de Bade puis en 1599 Antoinette de Lorraine (1568-1610).

## Ascendance

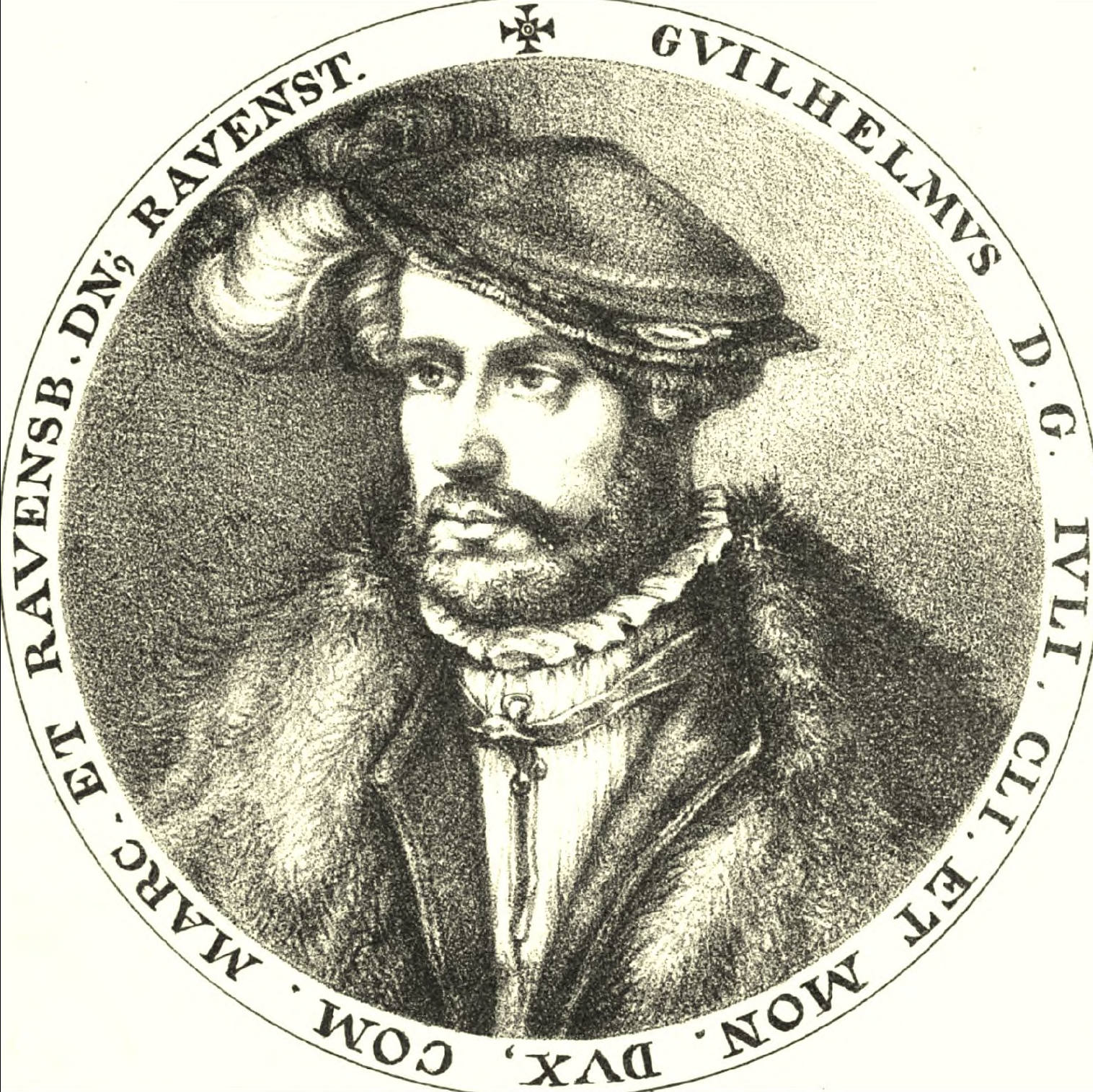
Wilhelm (1516-1592) Duke of Jülich-Cleves-Berg